# Hendrik Storme

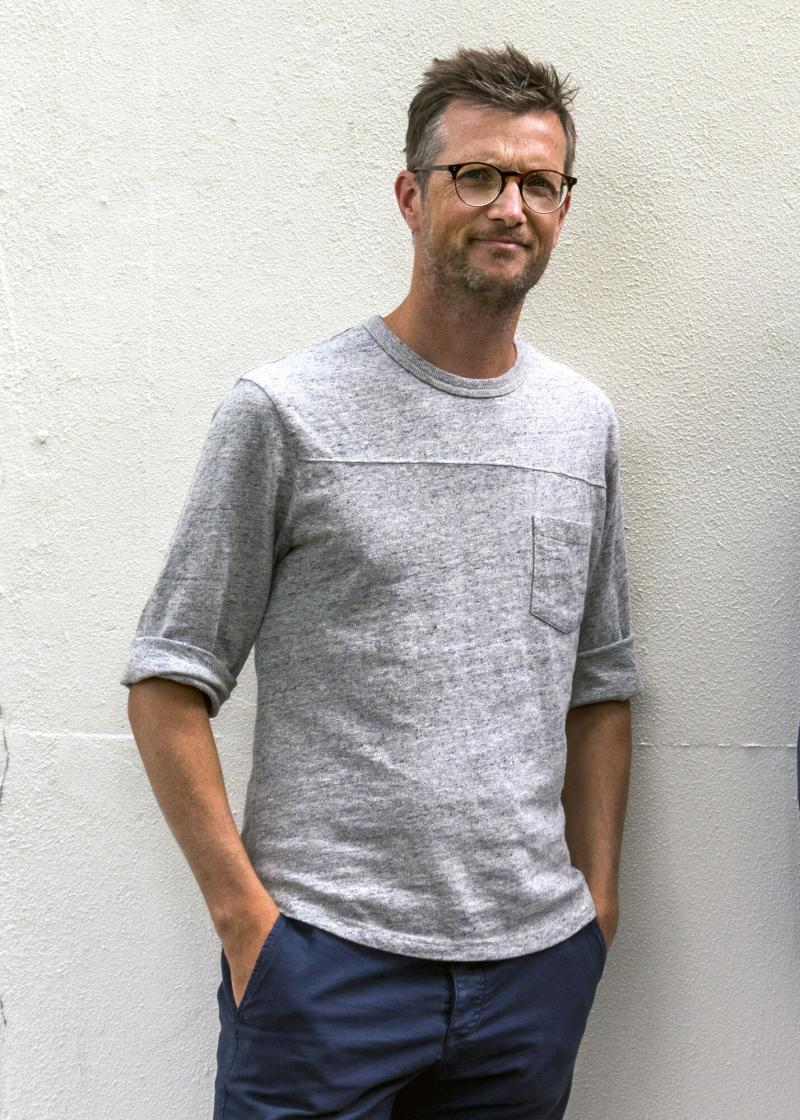
Hendrik Storme vlak voor zijn aanstelling als algemeen en artistiek directeur van deSingel

Hendrik Storme (2 april 1977) is een cultuurmanager en sinds september 2020 de artistiek en algemeen directeur van kunstencentrum deSingel in Antwerpen.

## Biografie
Hendrik Storme studeerde politieke en sociale wetenschappen aan de Universiteit Gent en HRM aan de Hogeschool Gent. Om de raakvlakken tussen muziek en maatschappij te onderzoeken maakte hij onder het promotorschap van Gerard Mortier zijn scriptie over de socio-politieke aspecten van de Franse opera.
Storme startte zijn professioneel leven als communicatieverantwoordelijke bij het Symfonieorkest Vlaanderen en het Muziekcentrum de Bijloke in Gent.
In 2005 richt hij samen met klavecinist Frank Agsteribbe,  Tomas Bisschop en contrabassist Tom Devaere het barokorkest B'Rock op. Hij speelde als artistiek leider een doorslaggevende rol in de ontwikkeling van het orkest tot een van de meest actieve in Europa. Tegelijkertijd startte hij samen met Tomas Bisschop het managementbureau C-Zuur dat artistiek en zakelijk advies geeft aan gespecialiseerde oude muziekensembles en orkesten als Capriccio Stravagante, Concerto Copenhagen, La Folata en Il Gardellino van Marcel Ponseele en Jan Dewinne.
Tussen 2007 en 2009 was hij samen met Tomas Bisschop verantwoordelijk voor de algemene werking van het Festival van Vlaanderen Brugge. Onder hun leiding kreeg dit festival voor oude muziek een nieuwe invulling die resulteerde in het MAFestival. In 2009 werd hij actief als artistiek directeur van het Festival van Vlaanderen Brussel, de motor achter het Klarafestival. Onder zijn leiding keeg het festival een bredere invulling gericht op de kruisbestuiving tussen klassieke muziek, muziektheater, dans en film.

## Aanstelling bij deSingel
In januari 2019 werd bekendgemaakt dat Storme vanaf september 2020 algemeen en artistiek directeur van deSingel in Antwerpen zou worden. Hij volgde daarmee Jerry Aerts op, die na 19 jaar als artistiek directeur met pensioen ging. Op 1 september 2020 kwam Storme in volle coronacris in dienst.
Wat ik zeker wil bespelen, is het debat. Waarom? Het uitwisselen van gedachten is belangrijk, en daar gaan we op een structurele basis werk van maken. Dat debat zal een van de grote nieuwe invalshoeken worden. Voor ons zal het belangrijk worden om op die tussenniveaus te gaan werken. De kruisbestuiving tussen muziek en theater, theater en dans, muziek en architectuur. Die tussenniveaus interesseren mij heel erg. Vandaag gaat het niet over zwart of wit, mannelijk of vrouwelijk. De simpele binaire tegenstellingen willen we overstijgen. Het is veel interessanter om na te gaan wat daar tussen ligt.— Hendrik Storme